# Попокатепетль
Попокате́петль (ісп. Popocatépetl, МФА: [popokaˈtepetɬ], часто називають Popo або Don Goyo) — діючий вулкан і друга за висотою вершина Мексики (5452 м) після Піко-де-Орісаба (5636 м).

## Назва
Назва Попокатепетль походить від слів мови науатль popōca — «димить» та tepētl — «гора», тобто, «гора, що димить».

## Географія
Попокатепетль пов'язаний з вулканом Істаксіватль на півночі високим перевалом, відомим як Пасо-де-Кортес, і лежить у східній частині Трансмексиканського вулканічного поясу.
Попокатепетль є одним з найактивніших діючих вулканів світу. Він розташований лише за 64 кілометрів на південний схід від столиці Мексики міста Мехіко.

## Активність
Активність почала спостерігатися 31 серпня 2011 р.: вулкан чотири рази викинув пару, газ і попіл зі свого кратера.
З середини квітня 2012 року почалася нова фаза активності вулкану.
Велике виверження вулкана відбулося 28 березня 2016 року, внаслідок в небо здійнявся стовп попелу і диму заввишки 2 000 метрів. У 2019 р. аналогічне виверження привело до утворення стовпа попелу і диму висотою 5 км.
В кінці грудня 2019 року вулкан почав викидати попел, а 10 січня 2020 року — відбулося виверження вулкану, стовп попелу піднявся на висоту 3 км.
15 квітня 2023 року вулкан Попокатепетль розпочав нове виверження, яке продовжувалося з інтенсивністю під час оголошення другого жовтого рівня небезпеки. Станом на 22 травня 2023 року вулкан викинув стільки попелу, що мексиканська влада скасувала заняття для більш ніж 100 000 учнів у 22 містах країни, згрупованих навколо вулкана. Заняття в цих містах тимчасово будуть проводитися онлайн. Як повідомляється, вогняна активність вулкана посилилася в останні дні, що викликає побоювання з приводу здоров’я людей. Падаючий попіл, а також гази, що викидаються вулканом, можуть бути шкідливими при вдиханні, а в гіршому випадку можуть призвести до масової евакуації. Тому багато місцевих жителів змушені носити захисні маски. 
Наприкінці лютого 2024 року вулкан Попокатепетль знову почав вивергатися, викинувши в небо стовп попелу та пари на кілька кілометрів. На початку березня вулкан щодня здійснює декілька викидів попелу, газу та розпечених уламків кам'яних порід. 